# Azteca muelleri
Azteca muelleri är en myrart som beskrevs av Carlo Emery 1893. Azteca muelleri ingår i släktet Azteca och familjen myror.

## Underarter
Arten delas in i följande underarter:
- A. m. muelleri
- A. m. pallida
- A. m. terminalis

## Bildgalleri

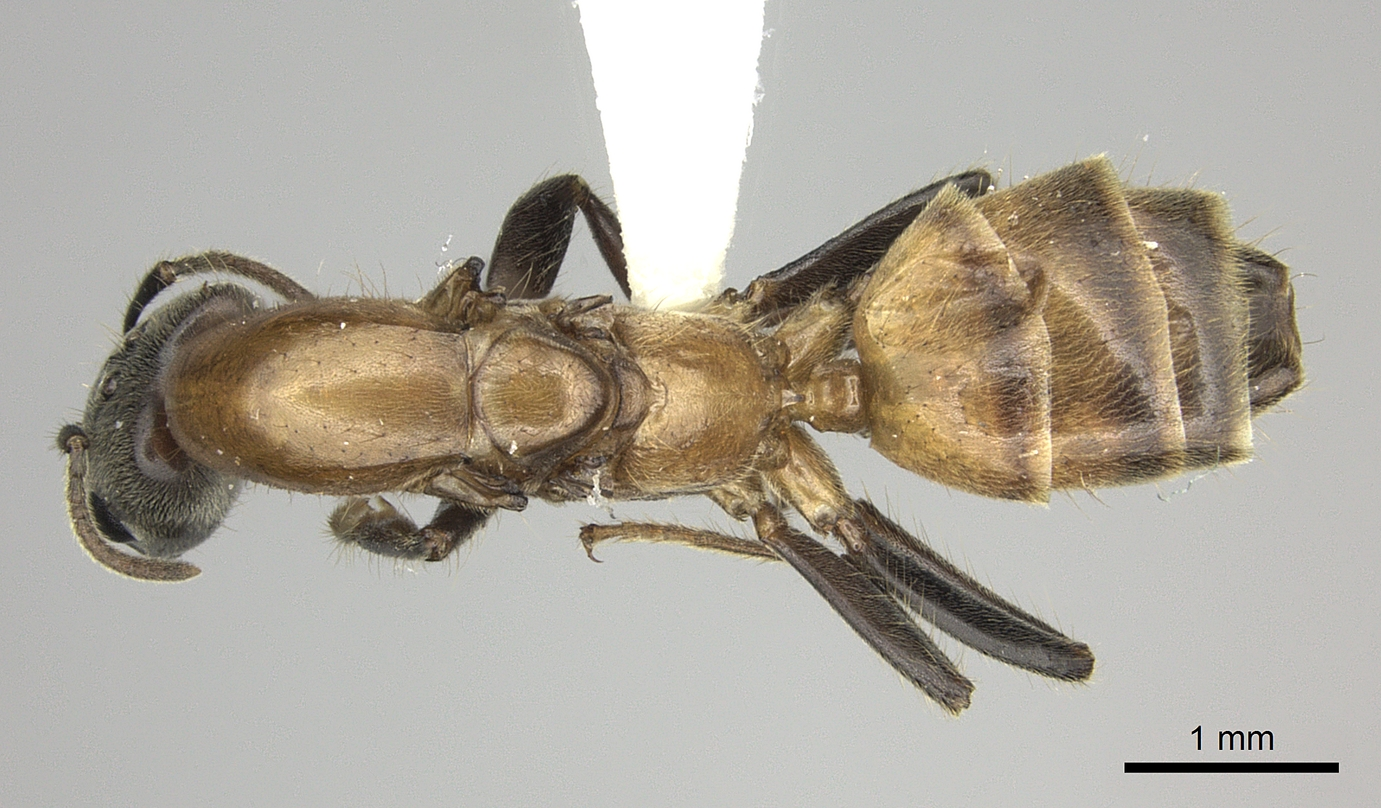
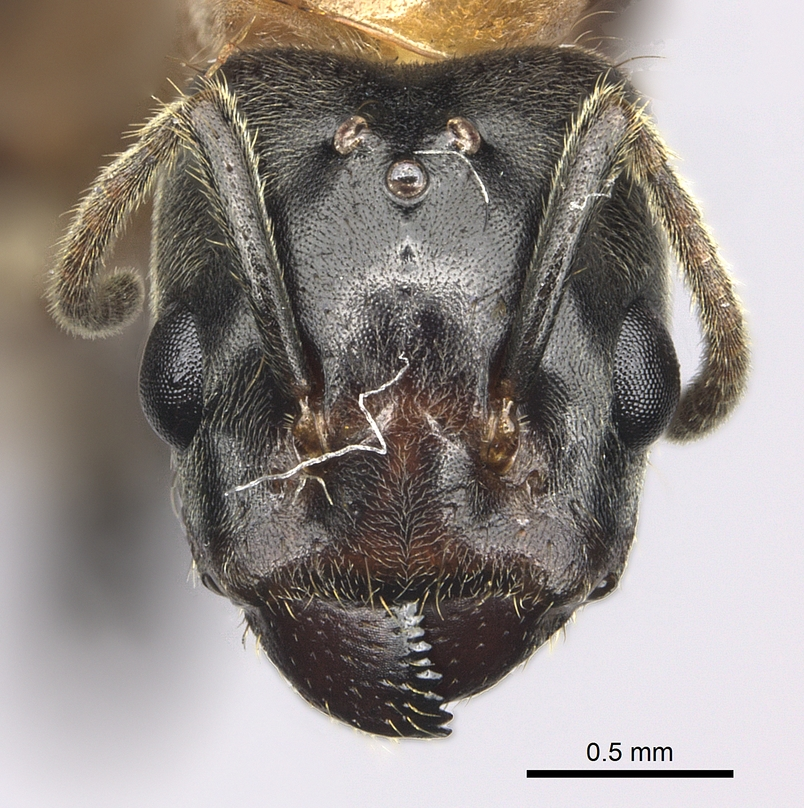
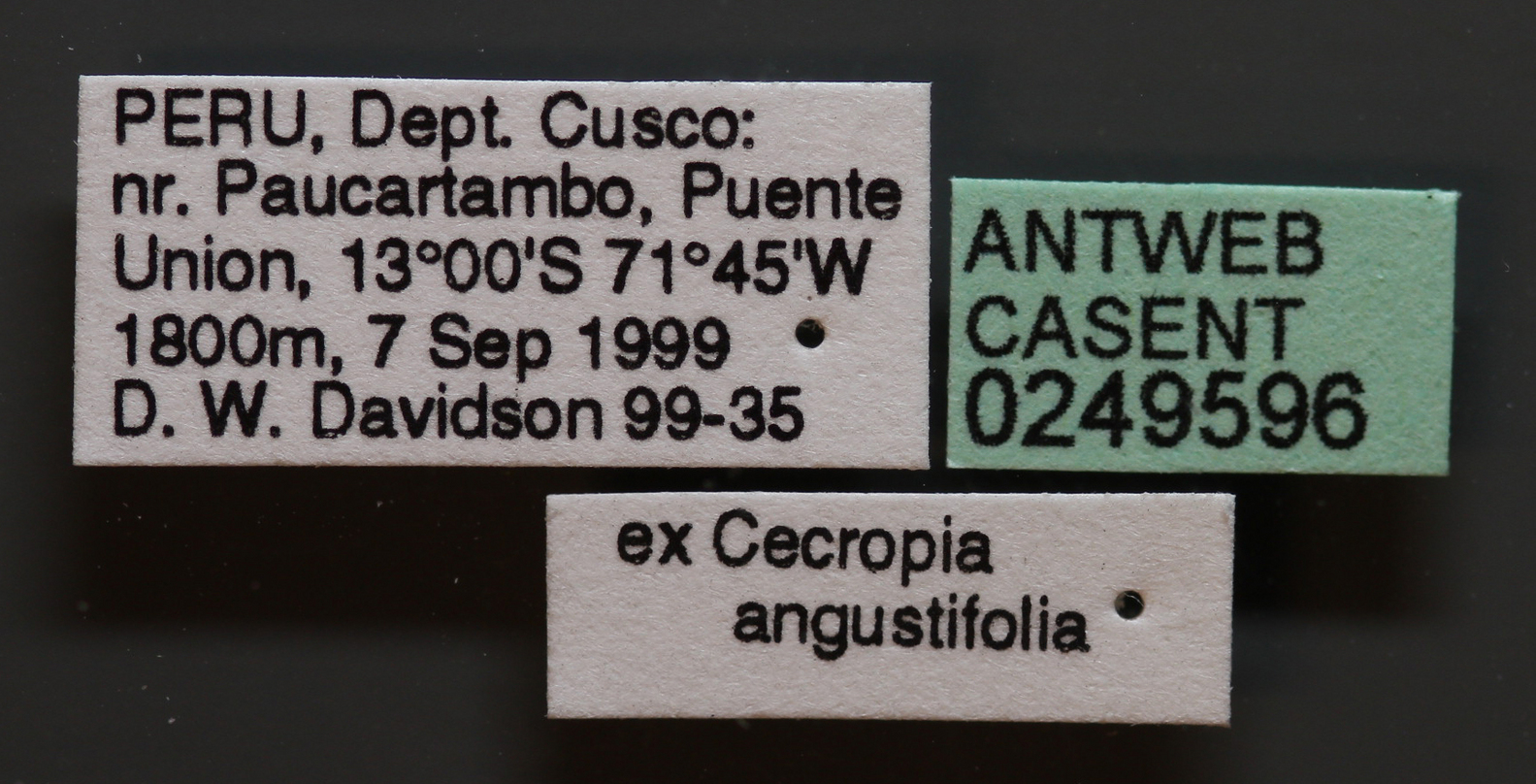
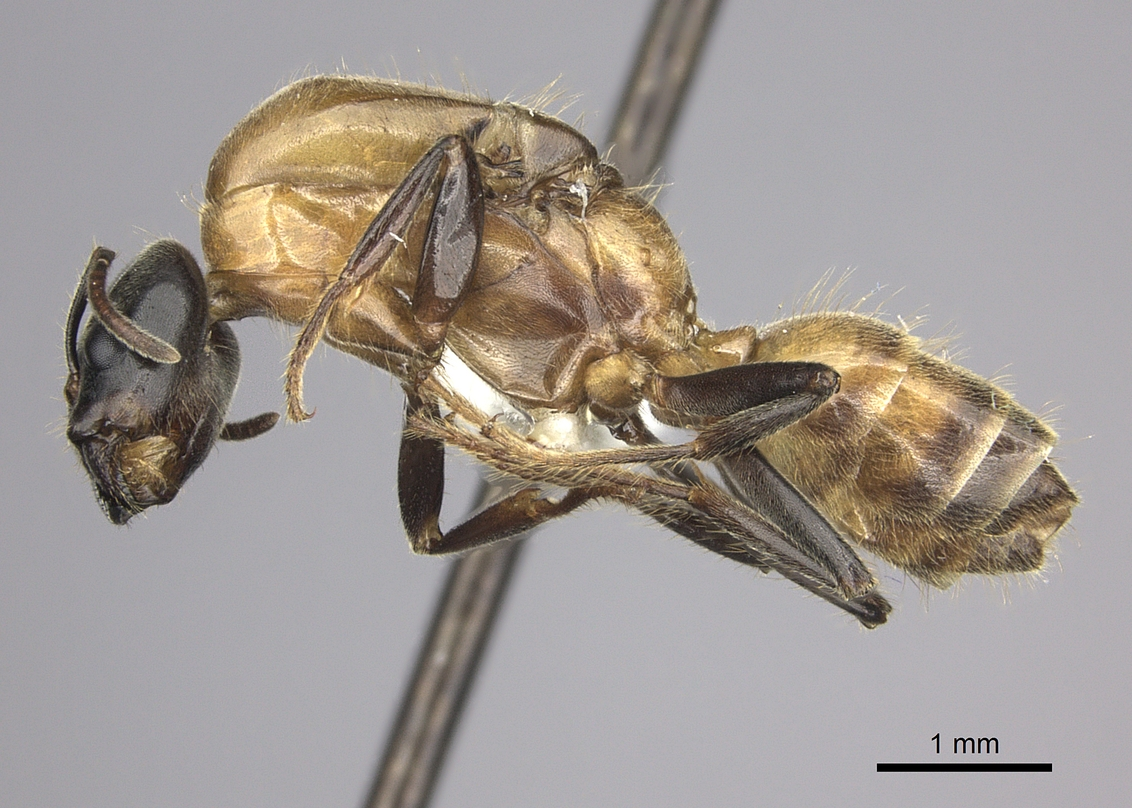